# إدوارد لينلي سامبور

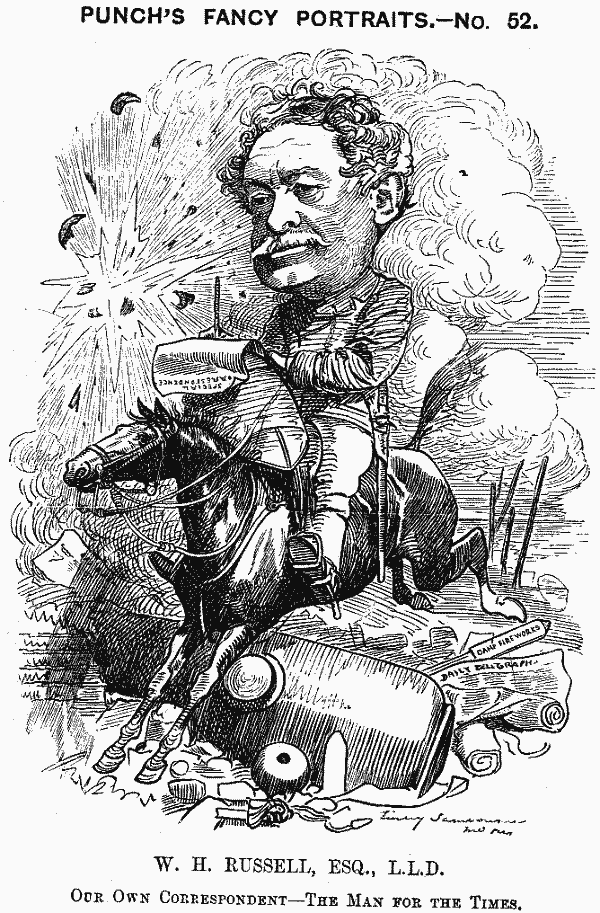
إحدى رسمات ادوارد لينلي سامبور

ادوارد لينلي سامبور (بالإنجليزية: Edward Linley Sambourne)‏ رسام كرتون بريطاني كان يعمل لمجلة اللكمة ولد في بينتونفيل في لندن في 3 يناير 1844 وتوفي في 3 أغسطس في عام 1910.من أشهر رسماته في مجلة اللكمة كانت الغلاف الذي حمل رسمة الأبولو رودس.